# Хохлайтен
Хохлайтен (нем. Hochleithen) — коммуна (нем. Gemeinde) в Австрии, в федеральной земле Нижняя Австрия. 
Входит в состав округа Мистельбах.  Население составляет 1145 человек (на 31 декабря 2005 года). Занимает площадь 19,83 км². Официальный код  —  31622.

## Политическая ситуация
Бургомистр коммуны — Адольф Мехтлер (АНП) по результатам выборов 2005 года.
Совет представителей коммуны (нем. Gemeinderat) состоит из 19 мест.
- АНП занимает 13 мест.
- СДПА занимает 5 мест.
- АПС занимает 1 место.